# Josef Rom
Josef Rom (hebr.: יוסף רום, ang.: Yosef Rom, ur. 2 września 1932 w Warszawie, zm. 19 listopada 1997) – izraelski inżynier, polityk, w latach 1977–1984 poseł do Knesetu z listy Likudu.
W wyborach parlamentarnych w 1977, które pierwszy raz w historii kraju przyniosły zwycięstwo prawicy, dostał się do izraelskiego parlamentu. Zasiadał w Knesetach IX i X ikadencji.